# 갈레오토 만프레디

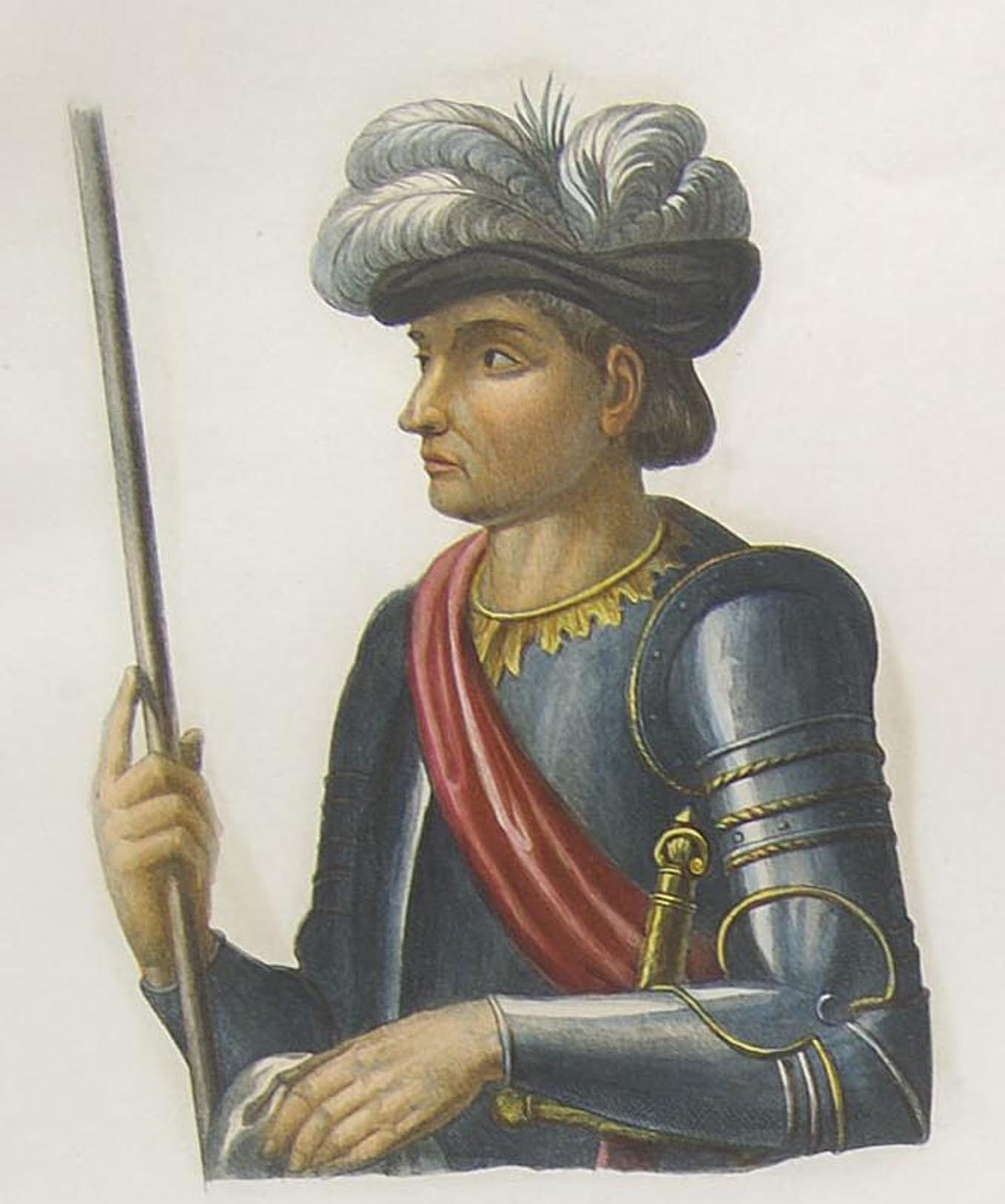

갈레오토 만프레디(Galeotto Manfredi, 1440년 – 1488년 5월 31일)는 이탈리아의 콘도티에로이자 파엔차의 군주이다.
로마냐 파엔차에서 아스토레 2세 만프레디의 아들로 태어났다. 군사적 정복 시도가 실패한 후인 1477년에 그는 형제 카를로 2세를 상대로 반란을 일으켜 파엔차의 군주 작위를 차지한다. 그의 어린 시절에, 그는 베네치아 공화국을 위해 유명 콘도티에로인 바르톨로메오 콜레오니하에서 싸웠다. 1483년에 그는 피렌체의 사령관이 되며, 롬바르디아 전쟁에서 활약했.
1481년에 그는 볼로냐의 군주 조반니 2세 벤티볼리오의 딸인 프란체스카 벤티볼리오(Francesca Bentivoglio)와 혼인했다. 갈레오토는 1488년 5월에 프란체스카의 질투로 인해 살해당한다. 그의 자리는 아들 아스토레가 이어받았다.